# حسن عیسی‌اف
حسن عیسی‌اف (بلغاری: Хасан Исаев؛ زادهٔ ۹ نوامبر ۱۹۵۲) کشتی‌گیر اهل بلغارستان است.
وی در بازی‌های المپیک تابستانی ۱۹۸۴ در نیم مگس وزن کشتی آزاد توانست مدال طلا کسب کند.